# Эйсден
Эйсден (нидерл. Eijsden, лимб. Eèsjde) — деревня в провинции Лимбург (Нидерланды). Входит в общину Эйсден-Маргратен.
Население: 9 490 человек (2019 год).

## История
В XVIII веке Эйсден бурно развивался. Одной из причин было то, что он был перевалочным пунктом на все более важном судоходстве по реке Маас. Здесь селятся зажиточные голландские и еврейские купцы. С приходом французов в 1794 году расцвет поселения подошел к концу. До 1814 года Эйсден был частью департамента Недермас, который входил в Батавскую республику и Голландское королевство под контролем Франции. С 1815 по 1830 год деревня входила в Объединённое королевство Нидерландов, в новообразованную провинцию Лимбург, В результате бельгийской революции Эйсден вошёл в Бельгию, однако с 1839 года деревня вернулась в Нидерланды.